# Enoplus marinus
Enoplus marinus is een rondwormensoort uit de familie van de Enoplidae. De wetenschappelijke naam van de soort is voor het eerst geldig gepubliceerd in 1855 door Leidy.